# Mistr votivního oltáře ze St. Lambrecht
Mistr votivního oltáře ze St. Lambrecht (něm. „Meister der St. Lambrechter Votivtafel“ nebo „Meister der Votivtafel von St. Lambrecht“) byl pravděpodobně rakouský malíř pozdní gotiky, aktivní v letech 1410 - 1440, patrně ve Vídni nebo ve Vídeňském Novém městě.

## Život
Malíř se pravděpodobně vyučil ve Vídni u „Mistra Narození Páně“,  nebo tam přišel na své tovaryšské cestě.
Odborná literatura se již dávno snažila identifikovat anonymního malíře se jmény některých jeho současníků (Hans von Judenburg, Hans von Tübingen) V posledních desetiletích byli vysledováni další malíři, kteří mohli být členy větší dílny (Meister der Darbringungen, Meister der Mondsichel-Madonna, Meister der Worcester-Kreuztragung) nebo  dokonce skupina, nazvaná velká vídeňská (Wiener Grosswerkstatt). Malíři vyškolení v předních českých či moravských dílnách opouštěli během druhého desetiletí 15. století centra kvůli nejisté existenci- obrazoborectví hlásanému náboženskými reformátory. Prchali do klidnějších měst, Znojma či Jihlavy, která patřila Albrechtovi II. Habsburskému, ale i do Vídně.

## Dílo

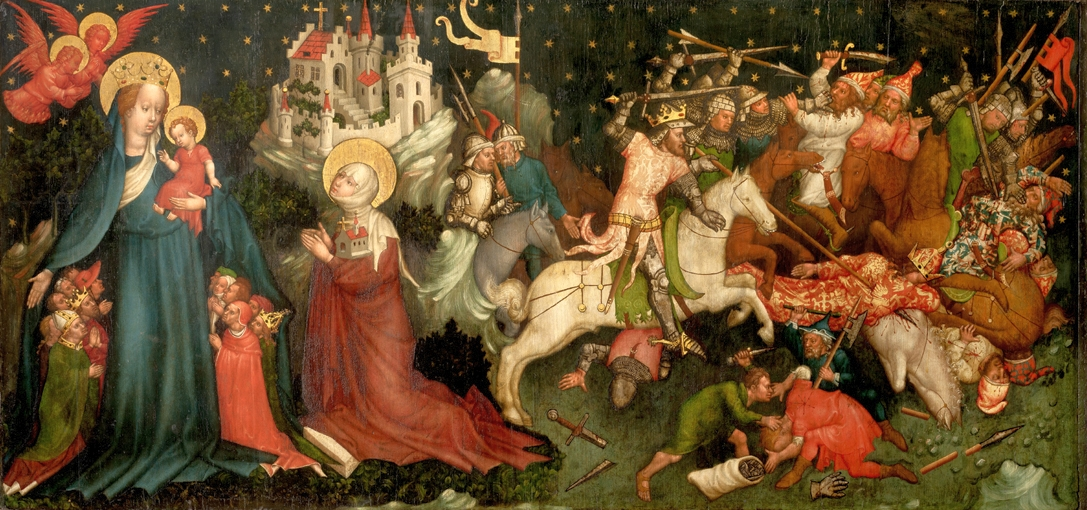
Votivní obraz ze St. Lambrecht

- Votivní obraz ze St. Lambrecht Jméno anonymního umělce se odvozuje z deskového obrazu, který byl roku 1640 objeven v kostele sv. Petra v benediktinském opatství St. Lambrecht ve Štýrsku. Mnohafigurová kompozice se skládá ze dvou scén: v levé části nehybná a majestátní Madona Ochranitelka ukrývá pod pláštěm dvě čtveřice klečících obyvatel, pravou rukou žehná prelátovi v zeleném plášti. Byl identifikován s tehdejším opatem kláštera, Heinrichem II. Moykerem (vládl v letech 1418-1452). Před madonou klečí svatá Hedvika s modelem kostela v rukou. Vpravo se odehrává bitva. Podle některých autorů jde o vítězství uherského krále Ludvíka I. Velikého z Anjou nad otomanskými Turky a Bulhary roku 1377. Podle Othmara Wonische jde o bitvu u Radkersburgu, v níž nad Osmany zvítězilo rakouské vojsko s pomocí Chorvatů 5. října roku 1418. V tom případě by vyobrazený vůdce na bílém koni byl vévoda Arnošt Habsburský, zvaný Železný. Královskou korunu místo knížecí čepice lze vykládat jako vizi jeho budoucnosti.[5] Levá strana kompozice je charakteristická klidem, zářivým koloritem, jemnými formami a lyrickým výrazem tváří Panny Marie i sv. Hedviky. Teoretikové umění se shodují, že jde o dílo čelného malíře té doby, který v Rakousku prodlužuje tradici „Krásného slohu“. K analogiím těchto votivních kompozic patří oltářní triptych z Roudnice nad Labem.[6] Bitevní scéna se zlostnými a dramaticky gestikulujícími muži je již typická pro následující období, se vzorem v oltářním triptychu sv. Kříže z Olomouce.[7]

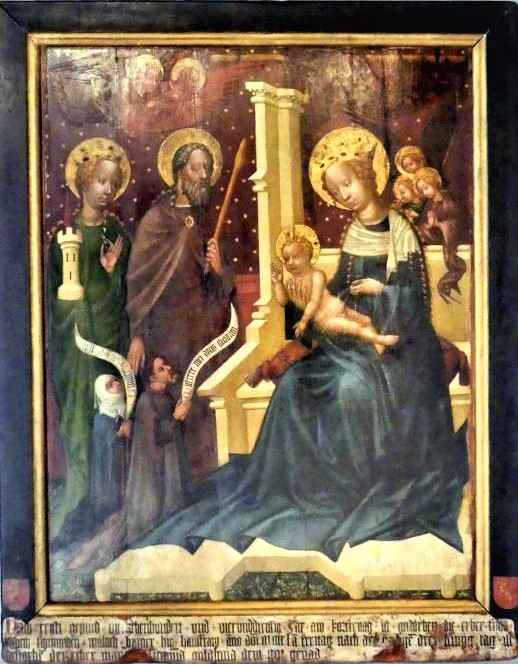
Epitaf zlatníka Zikmunda Walocha, 1434

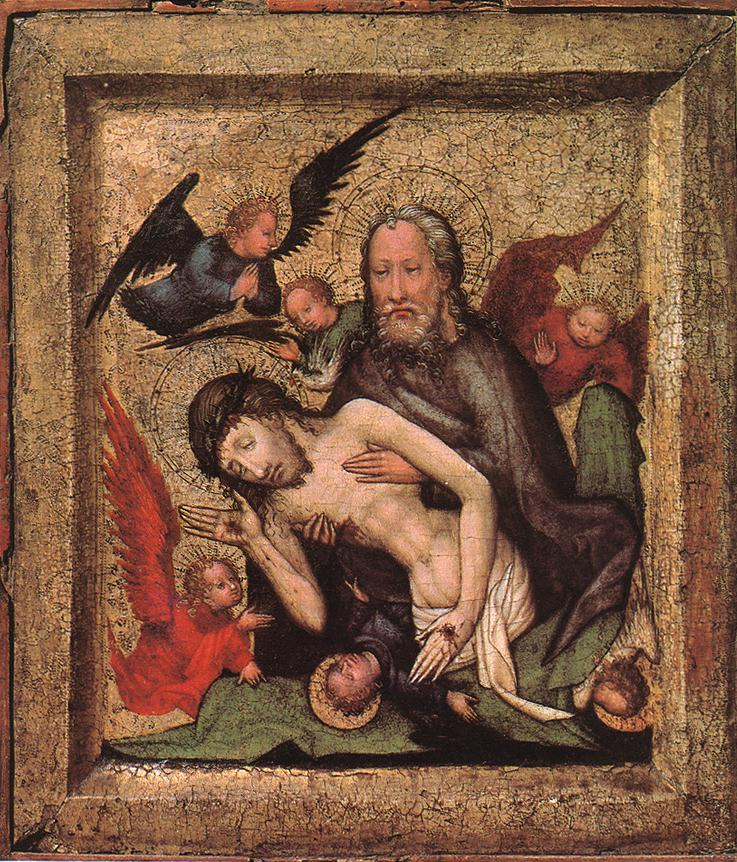
Svatá Trojice

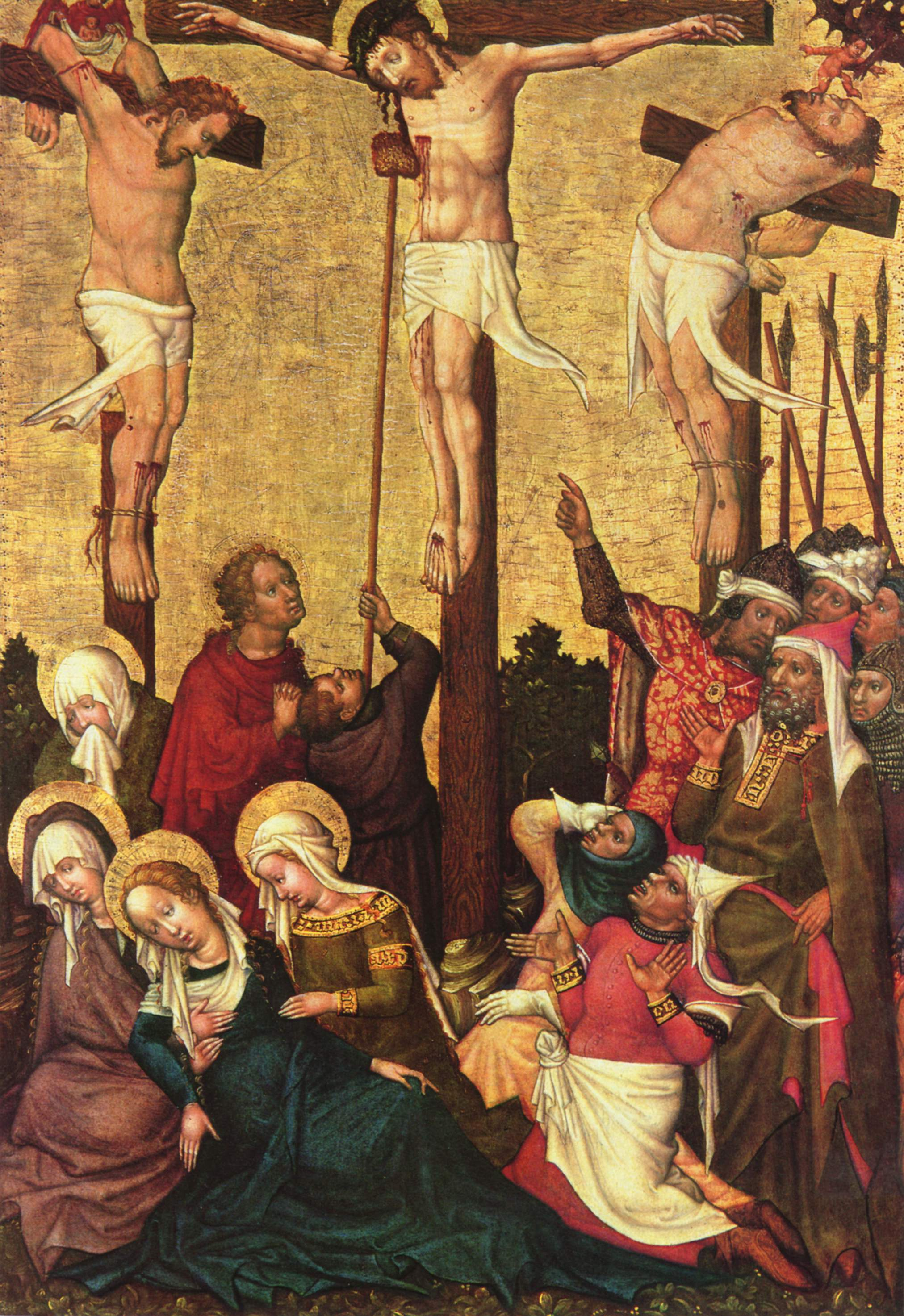
Hans von Tübingen (?): Ukřižování

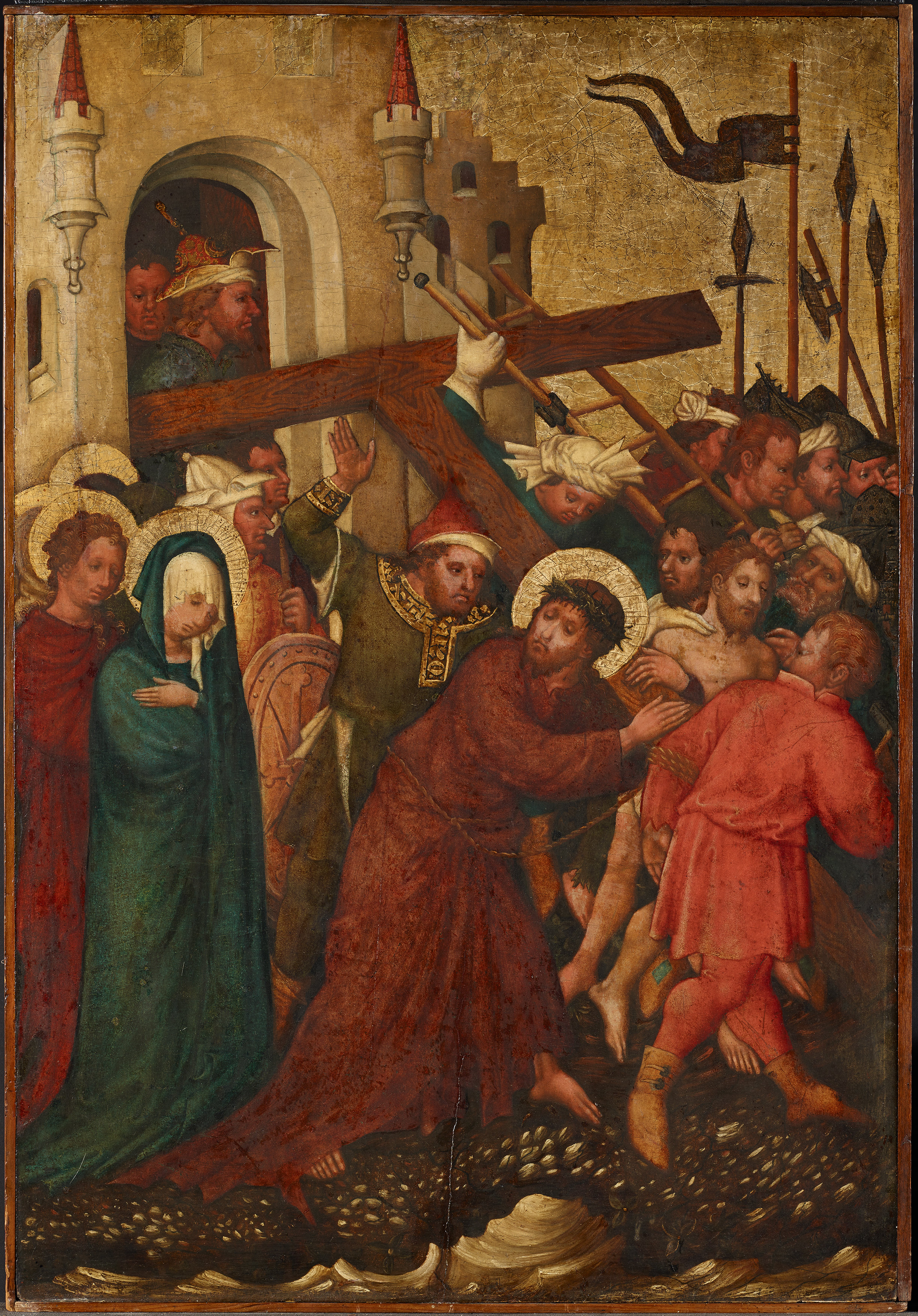
Nesení kříže

- Epitaf zlatníka Zikmunda Walocha je také votivní obraz, Waloch a jeho manželka klečí s votivními nápisovými páskami v rukou před trůnem Panny Marie; žehná jim dítě Ježíš a za nimi stojí jejich svatí patroni, svatá panna Barbora a svatý apoštol Juda Tadeáš (?) (Národní galerie v Praze). Kompozice a forma svědčí o blízkém vztahu tohoto malíře (nebo malířů) ke dvoru Albrechta II. Habsburského (1397-1439).

Pešina připsal oba obrazy Hansi von Tübingen, spolu s Ukřižováním z Rakouské národní galerie Belvedere ve Vídni, které řadí chronologicky před Epitaf zlatníka Walocha, a Ukřižováním z Lince, které na něj stylově navazuje. Shledával vývoj malířského stylu k uměřenosti, ztlumení expresivity, volnějšímu sjednocení prostoru, změkčení drapérií a lehčí paletě. Barevná škála pozdních děl je tlumená, téměř křídová a posunutá ke studeným tónům.

### Připsané obrazy
- Votivní obraz ze St. Lambrecht, kolem 1430, Universalmuseum Joanneum, Alte Galerie, Graz[9]
- Epitaf zlatníka Zikmunda Walocha, 1434, olejová tempera na smrkové desce, 148 x 114 cm, Národní galerie v Praze, získán roku 1945 ze zámku Hennersdorf na Opavsku
- Svatá Trojice, kolem 1430, Kunsthistorisches Museum, Vídeň[10]
- Trůn milosrdenství (Trůn Boží moudrosti), 1430-1440, vaječná tempera na křídovém podkladu, 118,1 × 114,9 cm, National Gallery, Londýn, zakoupeno roku 1922 [11] střední deska polyptychu z hradní kaple Rastenberg v obci Rastenfeld v okrese Kremže v Dolním Rakousku, čtyři postranní desky se tam dochovaly.
- Kristus na hoře Olivetské, 1430-1440, Museum Unterlinden, Colmar
- Nesení kříže, Rakouská národní galerie Belvedere, Vídeň
- Hans von Tübingen (?):Ukřižování, Rakouská národní galerie Belvedere, Vídeň